# Shivers (Ed Sheeran)
"Shivers" is een nummer van de Engelse singer-songwriter Ed Sheeran, uitgebracht via Asylum Records UK op 10 september 2021 als de tweede single van zijn vijfde studioalbum = (2021). Shivers kwam binnen op de eerste positie in de hitlijsten in het Verenigd Koninkrijk en Ierland, waarop Sheerans vorige single Bad Habits na elf opeenvolgende weken op de eerste positie in beide landen in de hitlijsten daalde. Het nummer stond ook bovenaan de hitlijsten in Oostenrijk, Duitsland, Zweden en Zwitserland en piekte op nummer twee in de Ultratop 50 Singles (Vlaanderen). In Nederland behaalde de single de vierde positie in de Nederlandse Top 40 en de zesde plek in de Single Top 100.

## Achtergrond
Sheeran schreef Shivers aan het einde van de Divide-tour, toen hij een studio oprichtte op een gehuurde boerderij in Suffolk, waar hij zijn laatste optreden van die tour had. Het kostte hem 3 dagen om het lied te schrijven, wat ongewoon lang voor hem was, omdat hij het lied "te speciaal vond om verkeerd te schrijven".

## Promotie
Ed Sheeran onthulde ook dat Shivers oorspronkelijk bedoeld was als de eerste single van het album in plaats van de huidige eerste single, "Bad Habits". Een preview van het nummer werd ook vermeld. Sheeran kondigde de bijbehorende videoclip en een teaservideo ervan aan op Labor Day, 6 september 2021.

## NPO Radio 2 Top 2000
| Nummer met noteringen in de NPO Radio 2 Top 2000 | '22  | '23  | '24  |
| ------------------------------------------------ | ---- | ---- | ---- |
| Shivers                                          | 1045 | 1408 | 1722 |

1. ↑  Een vetgedrukt getal geeft de hoogste notering aan.
2. ↑  2022 was het eerste jaar met een notering voor dit nummer.